# Шумица (Караш-Северин)
Шумица (рум. Șumița) насеље је у Румунији у округу Караш-Северин у општини Лапушничел. Oпштина се налази на надморској висини од 594 m.

## Историја
По "Румунској енциклопедији" место са српским именом насељено је 1828. године чешким породицама из околине Плзена.

## Становништво
Према подацима из 2002. године у насељу је живело 145 становника.

### Попис2002.
| Расподела становништва по националности 2002.‍ | Расподела становништва по националности 2002.‍ | Расподела становништва по националности 2002.‍ | Расподела становништва по националности 2002.‍ | Расподела становништва по националности 2002.‍ |
| --------------------------------------------- | --------------------------------------------- | --------------------------------------------- | --------------------------------------------- | --------------------------------------------- |
|                                               |                                               |                                               |                                               |                                               |
| Румуни                                        | Румуни                                        |                                               | 6                                             | 4,1%                                          |
| Чеси                                          | Чеси                                          |                                               | 139                                           | 95,9%                                         |